# Безазлене душе
Безазлене душе је југословенски филм из 1963. године. Режирала га је Мирјана Самарџић, а сценарио је писао Миле Станковић.

## Улоге
| Глумац             | Улога |
| ------------------ | ----- |
| Љубиша Бачић       |       |
| Рахела Ферари      |       |
| Цане Фирауновић    |       |
| Жика Миленковић    |       |
| Милан Панић        |       |
| Бранко Петковић    |       |
| Никола Симић       |       |
| Милутин Татић      |       |
| Михајло Викторовић |       |